# کوپرکی
کوپرکی (به لهستانی:  Koprki) یک روستا در لهستان است که در گمینا اوژاروف مازوویتسکی واقع شده‌است.
 کوپرکی  ۱۴۰ نفر جمعیت دارد.